# Johann Georg Fünck
Johann Georg Fünck (auch Füncke, Finck, Fink, Funk; * 1721 in Augsburg; † 1. März 1757 in Kassel) war ein deutscher Architekt, Baumeister und Kupferstecher.

## Leben
Fünck wurde bei seinem Vater in Augsburg als Maurer und Steinmetz ausgebildet. 1741 ging er nach Berlin, wo er bis 1746 bei Knobelsdorff tätig war. Er erstellte einen großen Teil der Ausführungs- und Bestandszeichnungen für das Opernhaus und hatte ab 1741 die Bauleitung. Auch für das Charlottenburger Schloss fertigte er Pläne an. Im Jahr 1746 trat er in den Dienst des späteren Landgrafen Wilhelm VIII. von Hessen-Kassel. Dort hatte er von 1746 bis 1749 die Bauleitung des Wilhelmsthaler Schlosses und der zugehörigen Gartenanlage. Von 1749 bis 1752 hielt sich Fünck zu Studienzwecken bei Jacques-François Blondel in Paris auf. Nach seiner Rückkehr nach Kassel wurde er zum Landbaudirektor ernannt.

## Publikationen
- (anonym): Betrachtungen über den wahren Geschmack der Alten in der Baukunst, und über desselben Verfall in neuern Zeiten. In: Neuer Büchersaal der schönen Wissenschaften und freyen Künste. Band 4, 5. Stück, Breitkopf, Leipzig 1747, S. 411–428 (Digitalisat).